# Sinfonia n.º 8 (Schubert)

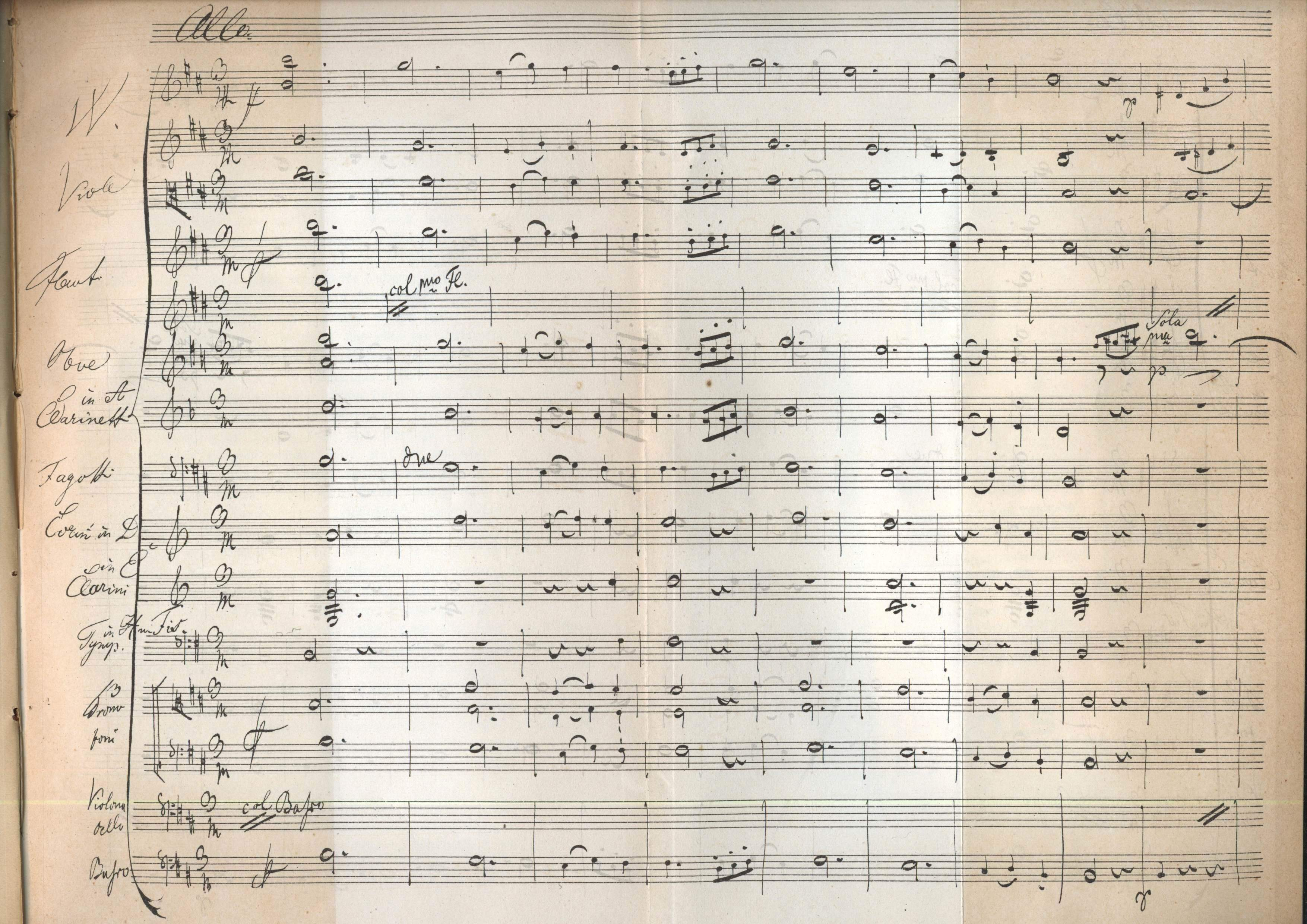
The Unfinished, third movement, Facsimile, 1885, In J. R. von Herbeck’s Biography

A Sinfonia em si menor, D. 759, de Franz Schubert (ou "Sinfonia Inacabada" ou ainda "Sinfonia n.º 8") foi composta em 1822 mas só foi descoberta vários anos depois da morte do compositor. É-lhe atribuída normalmente a posição 8 entre as sinfonias de Schubert, mas segundo as renumerações recentes deveria ser a n.º 7. O nome de Inacabada ou Inconclusa deve-se a ter apenas dois andamentos, embora nada demonstre que Schubert pensasse em fazer mais, com o qual (ou quais) a obra estaria completa. Alguns musicólogos afirmam que esta sinfonia antecipa a música de Anton Bruckner.
Há diversas teorias sobre o motivo pelo qual a sinfonia está incompleta, e por que motivos Schubert não chegou a terminar a obra. Há quem considere que, ao inteirar-se apenas um mês depois de começá-la, que padecia de sífilis, teria abandonado a obra e a teria dado ao seu amigo Josef Hüttenbrenner. Este, por sua vez, deu-a ao seu irmão Anselm, que finalmente a entregou a Johann Herbeck, o maestro que a estrearia em Viena.
A sinfonia é uma das mais tocadas no mundo, e os seus dois andamentos estão marcados como:
1. Allegro moderato (si menor)
2. Andante con moto (mi maior)

A sinfonia surgiu após em 1823, a Sociedade Musical de Graz ter agraciado Schubert com um diploma honorário. O compositor sentiu-se obrigado a agradecer dedicando uma sinfonia à instituição, e deu ao seu amigo Anselm Hüttenbrenner, representante da Sociedade, uma partitura que escrevera em 1822. Estes factos são conhecidos, mas não se sabe nada sobre quanto da sinfonia foi escrito, e se existe ou existiu mais do que foi entregue a Hüttenbrenner. Os dois primeiros andamentos são conhecidos, tal como duas páginas de um scherzo, e a parte restante do scherzo para piano, mas nada de um hipotético andamento adicional.

## A sinfonia n.º 8 de Schubert no cinema
Como banda sonora cinematográfica, a sinfonia surge muitas vezes:
- no filme Minority Report, onde é escutada em fundo na cena onde o protagonista (Tom Cruise) analisa os casos de crimes com sentença prévia
- o início do primeiro andamento é usado em Les Schtroumpfs como leitmotiv de Gargamel
- na série The Simpsons, é tocada pela orquestra escolar a que Lisa pertence
- é tocada num episódio de Casper the Friendly Ghost, em piano
- em A Idade do Ouro de Luis Buñuel (1930), na cena da receção dos "marqueses de X.".
- Yoshiki Hayashi, do grupo X Japan, inspirou-se nesta sinfonia para Art of Life.
- o primeiro movimento foi usado por Agnès Varda no início do seu filme Les plages d'Agnès.
- é tocada num episódio de The Flash, em piano.
- é tema de abertura do disco "Angel's Cry" da banda de power metal brasileira Angra.